# إيرينا سلافينا
إيرينا فياتشيسلافوفنا موراختيفا (بالروسية: Ирина Вячеславовна Мурахтаева) (مواليد 8 يناير 1973 - 2 أكتوبر 2020)، المعروفة باسم إيرينا سلافينا، هي صحفية روسية ورئيسة تحرير صحيفة «كوزا برس». بتاريخ 2 أكتوبر 2020 أضرمت النار بجسدها أمام مبنى المديرية الرئيسية لوزارة الشؤون الداخلية الروسية لمنطقة نيجني نوفغورود (مقابل محطة مترو غوركوفسكايا).
قبل إشعال النار في نفسها، كتبت إيرينا سلافينا على صفحتها على موقع التواصل الاجتماعي فيسبوك: «أطلب منكم أن تُحملوا روسيا الاتحادية مسؤولية وفاتي». كانت سلافينا رئيسة تحرير المنفذ الإخباري كوزا برس، والذي يوصف بأنه «لا يخضع لرقابة، ولا يتلقى أوامر فوقية». وكتبت سلافيا بأن ضباط الشرطة والمحققين فتشوا شقتها، وكانوا يبحثون عن «كتيبات ومنشورات وحسابات» لحركة «روسيا المفتوحة» المعارضة، التي يمولها ميخائيل خودوركوفسكي، المعارض للكرملين.

## النشاط الاجتماعي
وفقًا لـ Current Time TV ، في مارس 2019، فرضت محكمة في نيجني نوفغورود غرامة قدرها 20 ألف روبل على سلافينا، وأدينت بتنظيم مسيرة غير منسقة لإحياء ذكرى المعارض بوريس نيمتسوف. وفي خريف عام 2019، غرمت محكمة نيجني نوفغورود سلافينا 70 ألف روبل بموجب المادة المتعلقة بعدم احترام السلطات والمجتمع (الجزء 3 من المادة 20.1 من القانون الإداري). ووفقًا لبيان صادر عن ممثلي فرع نيجني نوفغورود للحزب الشيوعي لروسيا الاتحادية، فقد فُتحت قضية ضد سلافينا مجدداً لمقولتها: «بعد تعليق وجه ستالين على المنزل في نيجني نوفغورود ، يُقترح إعادة تسمية المستوطنة إلى شاخونيا»، وكات ذلك للحصول على المنصب أمام لجنة التحقيق الروسية. كما لفت رئيس مجموعة أغورا لحقوق الإنسان (باول تشيكوف) للانتباه إلى حقيقة أن سلافينا قد تم تغريمها أكبر قدر ممكن بموجب المادة المتعلقة بعدم احترام السلطات، ويقترح زملاء الصحفية ومعارفها أن هذا تم من أجل إغلاق المنشور الذي يشغل موقعًا معارضًا.
وفقًا لـ MBH Media، في يونيو 2020، تم وضع بروتوكول بشأن الأخبار الكاذبة ضد سلافينيا (الجزء 9، المادة 13.15 من القانون الإداري) بسبب المواد المرتبطة بمرض كورونا، والتي أصيب بها أحد رؤساء أكاديمية سامبو في بلدة بكستوفو العائد من أوروبا، حيث اتصل بالعشرات من الأشخاص بمن فيهم زوار الأكاديمية، واعتبر المسؤولون عن تطبيق القانون أن سلافينا تنشر معلومات كاذبة عمدا تحت ستار موثوق.

## النشاط السياسي
في يونيو 2016، ترأست سلافينا مع أسكات كايوموف وأندريه خوموف قائمة حزب يابلوكو في انتخابات الجمعية التشريعية لمنطقة نيجني نوفغورود.
في عام 2016، شاركت في انتخابات مجلس دوما الدولة في الاتحاد الروسي في مقاطعة بريوكسكي ذات الولاية الواحدة في نيجني نوفغورود أوبلاست، كمرشحة من حزب يابلوكو، وحصلت على المركز الثامن من أصل 10، وحصدت على 3468 صوتًا أو 1.28% من الأصوات.

## الأنشطة الصحفية
استخدمت إيرينا موراختيفا الاسم المستعار الإبداعي إيرينا سلافينا في أنشطتها الصحفية.
في عام 2015، قامت بتأسيس الشبكة الإقليمية «كوزا برس» التي تغطي الأحداث الاجتماعية والسياسية في إقليم نيجني نوفغورود، وترأست تحريرها.

## حرق نفسها

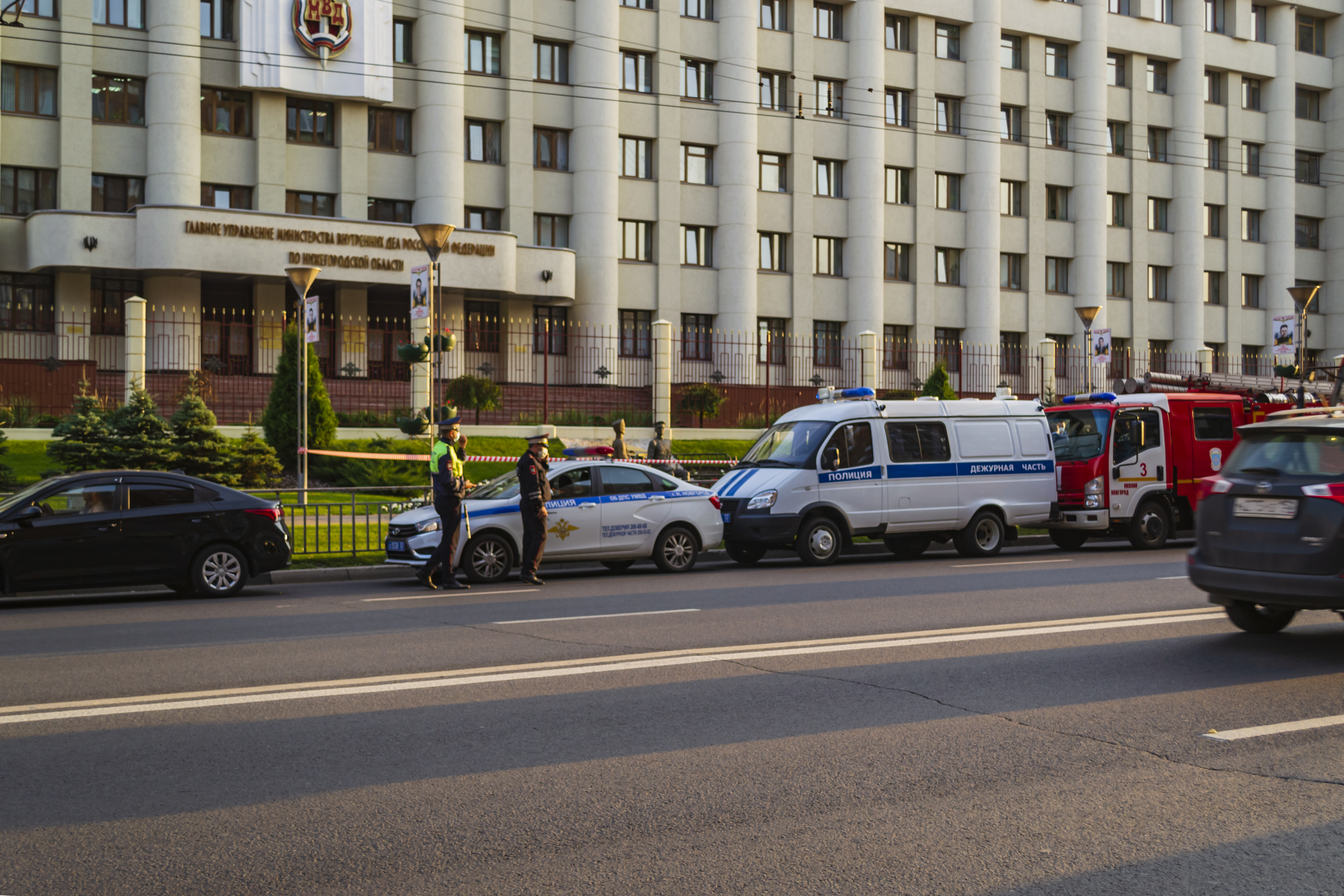
سيارات الطوارئ بالقرب من مقر شرطة نيجني نوفغورود

في 2 أكتوبر 2020، تمام الساعة 15:30، أضرمت سلافينا النار بجسدها أمام مبنى المديرية الرئيسية لوزارة الشؤون الداخلية الروسية لمنطقة نيجني نوفغورود. في آخر مشاركة لها على فيسبوك، طلبت سلافينا «تحميل روسيا مسؤولية وفاتها».
في اليوم السابق، تم تفتيش منزل سلافينا كجزء من قضية جنائية بموجب المادة المتعلقة بأنشطة منظمة غير مرغوب فيها (المادة 284.1 من القانون الجنائي للاتحاد الروسي)، والتي رفعت ضد ميخائيل يوسيليفيتش، حيث سحبت القوات الأمنية الأجهزة الإلكترونية من سلافينا ثم اقتيدت للاستجواب.

### تفاعلات
عُقد اجتماع في ذكرى وفاة سلافينا في المدينة، حيث لفت انتحارها أنظار الصحافة الروسية والأجنبية معاً، وارتبط العمل بعنوان «التضحية بالنفس»، ولاحظ مراقبون أن اضطهاد الصحفيين المستقلين في روسيا مرتبط برغبة السلطات في حماية نفسها من الانتقاد.  وبعد فترة وجيزة من نشر خبر وفاة سلافينا، تم إغلاق موقعها على الإنترنت.

## الحياة الشخصية
كانت سلافينا متزوجة ولها ابنة.